# Taddeo Gaddi (cardinal)
Taddeo Gaddi (né à Florence, Toscane, le 22 janvier 1520, et mort le 22 décembre 1561 à Manfredonia) est un cardinal italien du XVIe siècle. Il est un neveu du cardinal Niccolo Gaddi (1527) et un descendant du peintre italien Taddeo Gaddi.

## Biographie
Taddeo Gaddi succède son oncle le cardinal comme abbé commendataire de S. Leonardo di Manfredonia. Il est archiprêtre du chapitre de S. Maria in Fiore à Florence, curé de S. Maria Novella à Chianti et référendaire apostolique.
Taddeo Gaddi est créé cardinal par le pape Paul IV lors du consistoire du 15 mars 1557. Il participe au conclave de 1559, lors duquel Pie IV est élu.